# Usambilla turgidicrus
Usambilla turgidicrus är en insektsart som först beskrevs av Karsch 1896.  Usambilla turgidicrus ingår i släktet Usambilla och familjen Lentulidae. Inga underarter finns listade i Catalogue of Life.